# Gnamptonyx vilis
Gnamptonyx vilis är en fjärilsart som beskrevs av Walker 1865. Gnamptonyx vilis ingår i släktet Gnamptonyx och familjen nattflyn. Inga underarter finns listade i Catalogue of Life.